# Baby Blues (film 2008 Jacobson e Kaleka)
Baby Blues è un film horror prodotto dagli Stati Uniti nel 2008 diretto da Lars Jacobson e Amardeep Kaleka. La pellicola è ispirata agli eventi di Andrea Yates e della sua famiglia.

## Trama
(Madre)
Jimmy, Jake, Cathe e Nathan sono i quattro figli di una madre cattolica e di un padre assente. La madre soffre di crisi post-partum ed è molto stressata dai figli e dalla mancanza del marito, spesso assente per motivi di lavoro. Jimmy si rattrista quando viene a sapere che il padre non parteciperà alla sua partita di baseball. La madre chiede al marito di non partire, e di rimanere con lei, ricevendo l'ennesimo rifiuto.
Dopo la partenza del padre, la madre trova nelle tasche del jeans del marito, un pacchetto di fiammiferi di un locale a luci rosse (in realtà appartenenti al luogo in cui lavora). Incomincia così a perdere la pazienza e a comportarsi in maniera molto strana, come dipingersi le labbra di sangue. Dopo un litigio a tavola, Jimmy scopre che la madre ha soffocato Nathan nella vasca da bagno, e avrebbe fatto la stessa con Cathe se il bambino non l'avesse fermata. La donna li inseguirà e ucciderà anche Jake con un pugnale. Cathe, rifugiata in un fienile, si farà scoprire e verrà anch'ella uccisa dalla propria madre. Jack, l'ultimo rimasto, nonostante le ferite, riesce a contattare la polizia attraverso la radio del padre.  Ferita la madre grazie a un incendio, si nasconderà fino a quando non arriveranno i soccorsi.
Parecchio tempo dopo, Jimmy sembra non aver riportato ferite permanenti dallo scontro. Il padre lo saluta entusiasmato, ma subito dopo gli rivela che presto la madre tornerà a casa, visto che porta in grembo un altro figlio.

## Impatto
La pellicola è uscita il 5 agosto 2008 negli Stati Uniti ricevendo un mediocre successo. I critici hanno criticato i dialoghi, ma lodato la recitazione, soprattutto di Colleen Porch, interprete della madre. Il 9 agosto dello stesso anno è stato distribuito nel Regno Unito in formato DVD con il nome di Cradle Will Fall.

## Produzione
L'intero film è stato girato interamente nel Savannah, Georgia dalla casa cinematografica Neverending Luce Productions. Lars Jacobson e Amardeep Kaleka hanno deciso di intitolare la pellicola Baby Blues perché questo nome rappresenta, in psicoanalisi, la prima forma di depressione che affligge le neo-mamme dopo pochi giorni dal parto; che può sfociare in depressione post-partum o psicosi post-partum. Tuttavia, la madre del film, sembra essere affetta dalla Sindrome di Medea.